# Лепезасти пиргавац
Лепезасти пиргавац (лат. Pyrgus carthami) врста је лептира из породице скелара (лат. Hesperiidae).

## Опис врсте
Ово је крупан пиргавац, лак за распознавање. Лети доста споро и често се задржава на блату, где се међу осталим скеларим истиче величином.

## Распрострањење и станиште
Најчешћи у планинским пределима, на заклоњеним ливадама и удолинама до висине од 1.500 метара. Претежно живи у средњој и јужној Европи.

## Биљке хранитељке
Биљке хранитељке овом лептиру су петопрснице (Potentilla spp.).